# Eisenhut
L'Eisenhut (2.441 m s.l.m.) è una montagna delle Alpi della Gurktal nelle Alpi di Stiria e Carinzia. Si trova nella Stiria non lontano dal confine con la Carinzia. Si trova nei pressi del Turracher Höhe.

## Geografia
Si trova a nord-est del passo di  Turracher Höhe. Amministrativamente la montagna appartiene allo stato austriaco della Stiria, vicino al punto di incontro con la Carinzia e il Salisburghese. Il nome si riferisce alla secolare attività di estrazione del minerale di ferro (in tedesco Eisen) in località come la vicina Turrach.